# Trisetaria vaccariana
Trisetaria vaccariana là một loài thực vật có hoa trong họ Hòa thảo. Loài này được (Maire & Weiller) Maire miêu tả khoa học đầu tiên năm 1942.